# Lannea angolensis
Lannea angolensis là một loài thực vật có hoa trong họ Đào lộn hột. Loài này được R.Fern. & Mendes mô tả khoa học đầu tiên năm 1964.